# Frits Schipper
Frederik Jan „Frits” Schipper (ur. 24 grudnia 1904 w Almelo, zm. 23 stycznia 1989 tamże) – piłkarz holenderski grający na pozycji pomocnika. W swojej karierze rozegrał 1 mecz w reprezentacji Holandii.

## Kariera klubowa
W swojej karierze piłkarskiej Schipper grał w klubie Heracles Almelo. W sezonie 1926/1927 wywalczył z nim mistrzostwo Holandii.

## Kariera reprezentacyjna
W reprezentacji Holandii Schipper zadebiutował 1 kwietnia 1928 w przegranym 0:1 meczu Coupe Van den Abeele z Belgią, rozegranym w Antwerpii. Był to jego jedyny mecz w kadrze narodowej. W tym samym roku był w kadrze Holandii na igrzyska olimpijskie w Amsterdamie.